# Operazione Barkhane
L'operazione Barkhane è stata un'operazione anti-insurrezionale iniziata il 1º agosto 2014 guidata dall'esercito francese contro i gruppi islamisti nella regione africana del Sahel. Era costituito da una forza francese di circa 3 000 uomini, con sede permanente a N'Djamena, la capitale del Ciad. L'operazione fu condotta in cooperazione con quattro paesi, tutti ex colonie francesi che attraversano il Sahel: Burkina Faso, Ciad, Mauritania e Niger. Il Mali faceva precedentemente parte dell'operazione. I paesi sono indicati collettivamente come il "G5 Sahel". L'operazione prende il nome da un tipo di duna a forma di mezzaluna comune nel deserto del Sahara.
L'esercito francese è inizialmente intervenuto in Mali all'inizio del 2013 nell'ambito dell'operazione Serval, che ha riconquistato con successo la metà settentrionale del paese dai gruppi islamisti. L'operazione Barkhane ha lo scopo di dare seguito a quel successo e ha ampliato le operazioni dell'esercito francese su una vasta area della regione del Sahel.
L'operazione Barkhane ha lo scopo dichiarato di aiutare i governi dei paesi a mantenere il controllo del loro territorio e impedire che la regione diventi un rifugio sicuro per i gruppi terroristi islamici che intendono attaccare la Francia e l'Europa.
Nell’aprile 2019 il Capo di Stato Maggiore francese ha chiesto agli omologhi europei la realizzazione di una forza multinazionale a supporto, denominata Task Force TAKUBA, composta da elementi del comparto Operazioni Speciali dei paesi europei..
Il 24 maggio 2021 il vicepresidente Assimi Goïta ha avviato il colpo di Stato maliano del 2021.
Il presidente francese Emmanuel Macron ha annunciato nel giugno 2021 che l'operazione sarebbe presto terminata e le forze francesi si sarebbero ritirate in modo graduale, a causa dell'incapacità della Francia di lavorare con i governi nazionali nella regione del Sahel. Tuttavia aggiunse che le forze francesi sarebbero rimaste nella regione come parte di una più ampia missione internazionale.
L'operazione doveva concludersi nel primo trimestre del 2022.
La Francia ha iniziato a ritirare le sue truppe dal Mali il 17 febbraio 2022. Macron ha annunciato che la base di Barkhane si sposterà in Niger. La giunta militare al governo del Mali ha tuttavia chiesto alla Francia di ritirarsi il 18 marzo, con Macron che ha risposto che si sarebbe ritirata nei prossimi quattro o sei mesi. Le forze francesi si sono completamente ritirate dal Mali il 15 agosto. L'esercito francese ha dichiarato che l'operazione non sarebbe finita, ma sarebbe stata riformulata; tuttavia, il 9 novembre, il presidente Macron ha annunciato la fine dell’operazione.

## Antefatti
Una delle ricadute della guerra civile libica, fu l'instabilità nel nord del Mali causata da una ribellione tuareg contro il governo centrale del Mali è stata sfruttata da gruppi islamisti che hanno ottenuto il controllo della metà settentrionale del paese. In risposta, la Francia ha lanciato un'operazione militare nel gennaio 2013 per impedire all'offensiva islamista di rovesciare il governo maliano e riconquistare il nord del Mali. L'operazione, nome in codice Operazione Serval, si è conclusa con la riconquista completa di tutto il territorio detenuto dagli islamisti entro la conclusione dell'operazione il 15 luglio 2014.
Dopo la fine dell'operazione Serval, la Francia ha riconosciuto la necessità di fornire stabilità nella più ampia regione del Sahel aiutando i vari governi della regione a combattere il terrorismo. L'ex ministro della Difesa francese, Jean-Yves Le Drian, ha affermato che la Francia ha riconosciuto che "c'è ancora un grave rischio che i jihadisti si sviluppino nell'area che va dal Corno d'Africa alla Guinea-Bissau". Pertanto, l'operazione Barkhane è stata lanciata al fine di garantire la sicurezza delle nazioni del Sahel, e in effetti la sicurezza della Francia. L'operazione è il successore dell'operazione Serval, la missione militare francese in Mali, e dell'operazione Epervier, la missione in Ciad.

## Obiettivo
L'operazione mirava a «diventare il pilastro francese dell'antiterrorismo nella regione del Sahel». Secondo il ministro della Difesa francese, Jean-Yves Le Drian, l'obiettivo principale dell'operazione Barkhane è l'antiterrorismo: "Lo scopo è impedire che quella che io chiamo l'autostrada di ogni forma di traffico diventi un luogo di passaggio permanente, dove i gruppi jihadisti tra la Libia e l'Oceano Atlantico possono ricostruirsi, il che porterebbe a gravi conseguenze per la nostra sicurezza." Il concetto di 'partenariato' è stato enfatizzato per spiegare il dispiegamento delle truppe francesi. L'obiettivo principale dell'intervento militare francese era il supporto diretto delle forze del G5 Sahel, attraverso l'addestramento e l'introduzione di nuove tecnologie e risorse. L'ex presidente francese, François Hollande, ha affermato che la forza Barkhane avrebbe consentito un "intervento rapido ed efficiente in caso di crisi" nella regione.  L'operazione aveva come bersagli principali gli estremisti islamici in Mali, Ciad e Niger.

## Forze impegnate

### Francia
La forza francese era inizialmente una forza antiterrorismo di 3 000 uomini, con 1 000 soldati schierati a tempo indeterminato in Mali. Questi soldati dovevano essere concentrati su operazioni antiterrorismo nel nord del Mali, con altri 1 200 soldati di stanza in Ciad, e i soldati rimanenti divisi tra una base di sorveglianza in Niger, una base permanente più grande in Costa d'Avorio e alcune forze speciali in Burkina Faso. Secondo i piani originali, alle forze francesi furono forniti 20 elicotteri, 200 veicoli blindati, 10 aerei da trasporto, 6 aerei da combattimento e 3 droni. L'aviazione dell'esercito francese ha attualmente due Aérospatiale SA 330 Puma in Ciad.
La divisione del lavoro tra la Francia e il G5 Sahel è stata stabilita da quattro basi militari permanenti:
- quartier generale e una base aerea nella capitale ciadiana di N'Djamena (sotto la guida del generale Palasset);
- una base regionale a Gao, nel nord del Mali, con almeno 1 000 uomini;
- una base delle forze speciali nella capitale del Burkina Faso, Ouagadougou;
- una base di intelligence nella capitale del Niger, Niamey, con oltre 300 uomini. La base aerea di Niamey è strategicamente importante perché ospita droni incaricati di raccogliere informazioni nell'intera regione del Sahel-Sahariana.[14]

Da Niamey, le truppe francesi sono supportate da due Transall C-160 tedeschi. Nel 2020, la Francia ha dichiarato che schiererà 600 soldati oltre alla forza esistente per combattere i militanti islamici nel Sahel africano.
Il supporto dell'aviazione è fornito dal Groupement Tactique Désert-Aérocombat francese.

### Supporto britannico
Nel marzo 2016, durante il vertice Regno Unito-Francia a Parigi, il governo britannico ha annunciato che avrebbe preso in considerazione la possibilità di fornire supporto all'operazione Barkhane. Il segretario alla Difesa britannico Michael Fallon ha quindi annunciato che il Regno Unito avrebbe fornito supporto mensile strategico per il trasporto aereo alle forze francesi in Africa. Nel luglio 2018, tre elicotteri Chinook della RAF sono arrivati in Mali per fornire supporto logistico e di movimento delle truppe alle forze militari francesi e di altro tipo operanti nell'area. Questo dispiegamento si aggiunge alle 90 truppe britanniche già schierate nella regione. Nel settembre 2018, Forces.net ha riferito che fino ad oggi i Chinook Mk5 della RAF hanno effettuato 30 voli, trasportando oltre 700 truppe francesi, rifornimenti e 70 tonnellate di equipaggiamento in tutto il Mali. Nel luglio 2020, il ministero della Difesa britannico ha annunciato che quasi 250 soldati dell'esercito britannico si sarebbero schierati in Mali per servire come forza di ricognizione a lungo raggio per le forze delle Nazioni Unite.

### Estonia
Il 22 marzo 2018, il ministero della Difesa dell'Estonia ha annunciato l'intenzione di impegnare fino a 50 soldati e 5 veicoli corazzati Pasi XA-188 in Mali nell'ambito dell'operazione Barkhane, con sede a Gao, in attesa dell'approvazione del Riigikogu. L'unità, denominata ESTPLA-26 e guidata dal Mag. Kristjan Karist, è stata distaccata dalla Compagnia di Fanteria C del Battaglione Scouts il 6 agosto, ed è arrivata in Mali quella stessa settimana per essere di stanza presso la base militare francese a Gao. Nel novembre 2019, l'Estonia ha aumentato il dispiegamento di truppe dell'operazione Barkhane a 95 soldati.

### Svezia
Il contributo svedese a Barkhane tramite la Task Force Takuba è arrivato in Mali nel febbraio 2021. Il contributo delle truppe svedesi alla Task Force Takuba è una forza di risposta rapida a bordo di elicotteri di 150 uomini, incentrata su un'unità operativa SOG e supportata da tre elicotteri UH-60M e un C-130, pronta per essere schierata se si verifica qualcosa di imprevisto. La task force sarà utilizzata anche per altre operazioni, come ad esempio per supportare altri paesi che esercitano e conducono operazioni con l'esercito maliano.
Il 14 gennaio 2022 il ministero degli Affari esteri svedese ha espresso l'intenzione della Svezia di ritirare le forze svedesi dalla missione delle forze speciali europee nel Sahel e di rivalutare il coinvolgimento della Svezia nella task force delle Nazioni Unite in Mali.

### Italia
La missione Takuba è stata deliberata dal Governo italiano nel maggio 2020, e approvata dal Parlamento in luglio.
Nel marzo 2021 i primi militari italiani vengono schierati. Il contingente militare italiano della Task Force europea Takuba il 14 gennaio 2022 diviene pienamente operativo in Mali. Si tratta di 250 uomini, un ospedale da campo, decine di mezzi terrestri, tre elicotteri da trasporto e tre elicotteri da combattimento come scorta, supportati dalla base militare italiana di supporto "Niamey" in Niger.
Vengono ritirati a fine luglio 2022.

## Operazioni

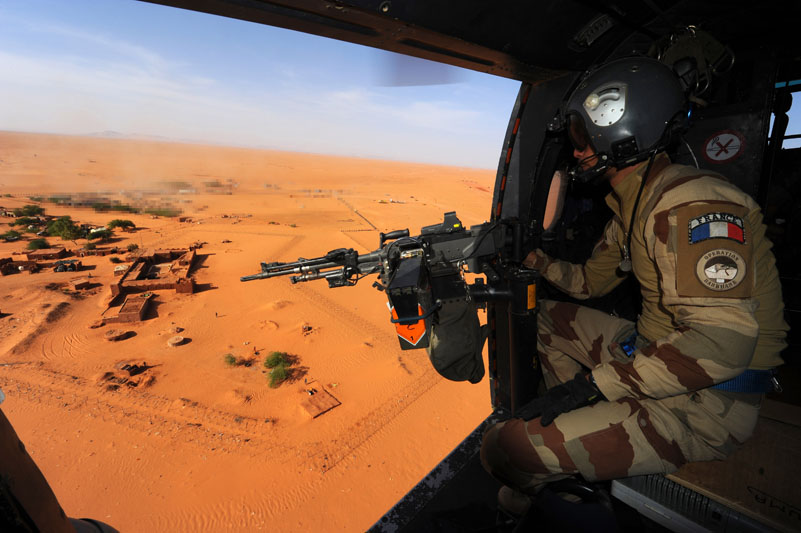
Un elicottero militare francese sopra la città nigerina di Madama, che funge da base operativa avanzata per gli eserciti francese, nigeriano e ciadiano

### 2014–2015: L'inizio di Barkhane e raggruppamento dei ribelli
Le operazioni sono iniziate il 1 agosto 2014. Le forze francesi hanno subito la prima vittima durante una battaglia all'inizio di novembre 2014, che ha provocato anche la morte di 24 jihadisti. Il 24 novembre, un soldato delle forze speciali francesi è stato ucciso in un incidente in elicottero a Caracal in Burkina Faso. Le forze francesi hanno avuto il loro primo grande successo nel dicembre 2014 con l'uccisione di Ahmed al-Tilemsi, il leader del gruppo jihadista Al-Mourabitoun, da parte delle forze speciali francesi durante un raid nei deserti del nord del Mali.
Dal 7 al 14 aprile 2015, le forze francesi e nigerine hanno effettuato un'operazione aerea nell'estremo nord del Niger per cercare jihadisti. Come parte dell'operazione, 90 paracadutisti dell'esercito francese sono saltati vicino al passo del Salvador. Due soldati sono rimasti feriti prima di essere raggiunti da una forza congiunta di soldati nigerini e francesi del 1º reggimento ussari paracadutisti.
Il 26 novembre 2015, un commando francese di paracadutisti è morto in ospedale in Francia a causa delle ferite riportate dopo essere stato colpito da una mina anticarro il 13 ottobre vicino a Tessalit durante una missione di ricognizione.

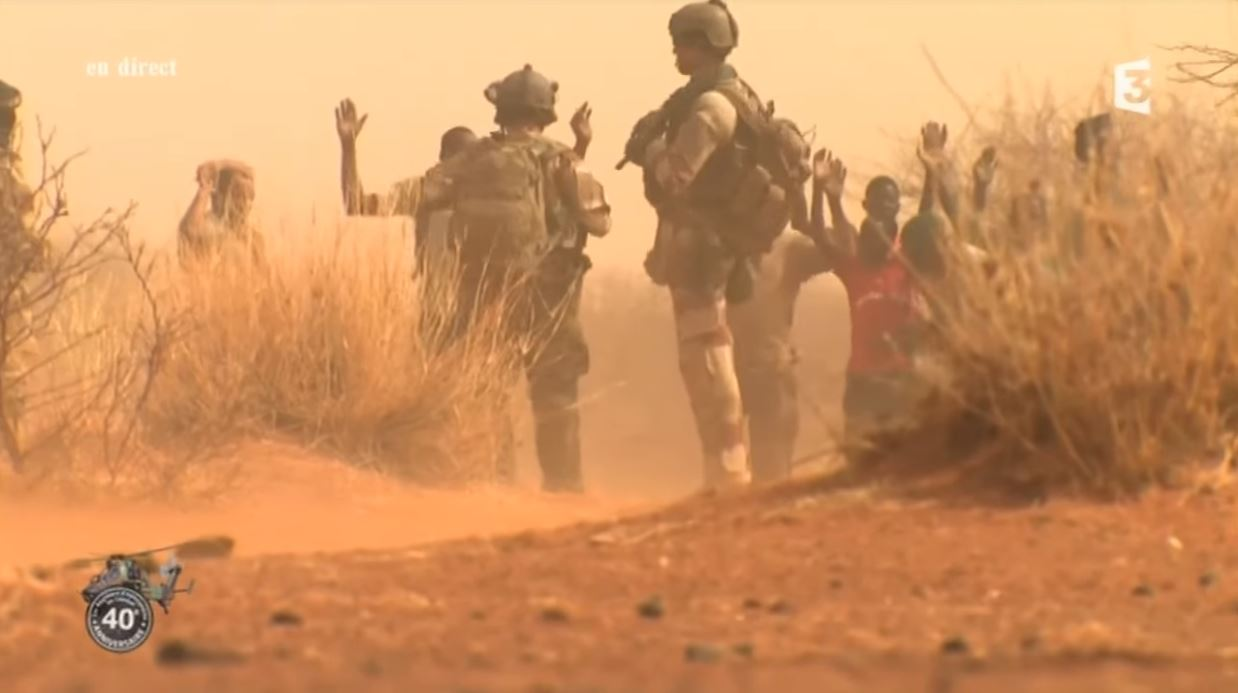
Soldati francesi ispezionano i viaggiatori maliani a nord-est di Gao nel giugno 2017.

### 2016–2017: Intensificazione dell'insurrezione
Il 15 gennaio 2016 soldati francesi dislocati in Mali come parte del comando delle forze speciali dell'esercito sono stati rapidamente schierati in Burkina Faso  dopo che i jihadisti hanno lanciato un attacco terroristico a Ouagadougou che ha ucciso 30 persone. A febbraio, le forze francesi hanno ucciso combattenti ribelli nel nord del Mali, tra cui un certo numero di jihadisti stranieri di alto rango dell'AQIM. Il 15 marzo 2017, le forze francesi hanno arrestato otto jihadisti nel deserto a nord di Timbuctù. Il 5 aprile 2017, il caporale Julien Barbé è stato ucciso in azione vicino a Hombori dopo che un ordigno esplosivo ha fatto esplodere un veicolo blindato. Fu nominato cavaliere della Legione d'Onore. Pesanti combattimenti tra le forze francesi e i gruppi jihadisti sono continuati nell'estate del 2017, con 8 soldati francesi feriti da un attacco di mortaio alla loro base a Timbuctù il 1º giugno. La notte del 17 giugno, la Francia ha subito la morte del suo decimo soldato durante un'operazione aviotrasportata nel nord-est del Mali.
Il 4 ottobre 2017, le forze francesi operanti nell'ambito di Barkhane sono state le prime a rispondere all'imboscata sui soldati americani alla ricerca di un comandante dello Stato islamico al confine tra Niger e Mali. Il supporto aereo francese fu richiesto dagli americani e due ore dopo arrivarono i caccia Mirage da Niamey. Nonostante i piloti francesi non fossero in grado di ingaggiare bersagli a terra a causa della vicinanza di forze amiche, la deterrenza dei jet è stata sufficiente per porre fine all'imboscata. Una squadra delle forze speciali francesi è stata la prima forza di terra a raggiungere la scena dell'imboscata, 3-4 ore dopo lo scontro a fuoco che ha provocato la morte di 4 berretti verdi americani.
Il 14 ottobre 2017, un aereo Antonov An-26 operante a sostegno dell'operazione Barkhane si è schiantato poco prima dell'atterraggio all'aeroporto internazionale Félix Houphouët Boigny di Abidjan, Costa d'Avorio. Quattro membri dell'equipaggio moldavo sono stati uccisi. Due membri dell'equipaggio moldavo e quattro soldati dell'esercito francese sono rimasti feriti.

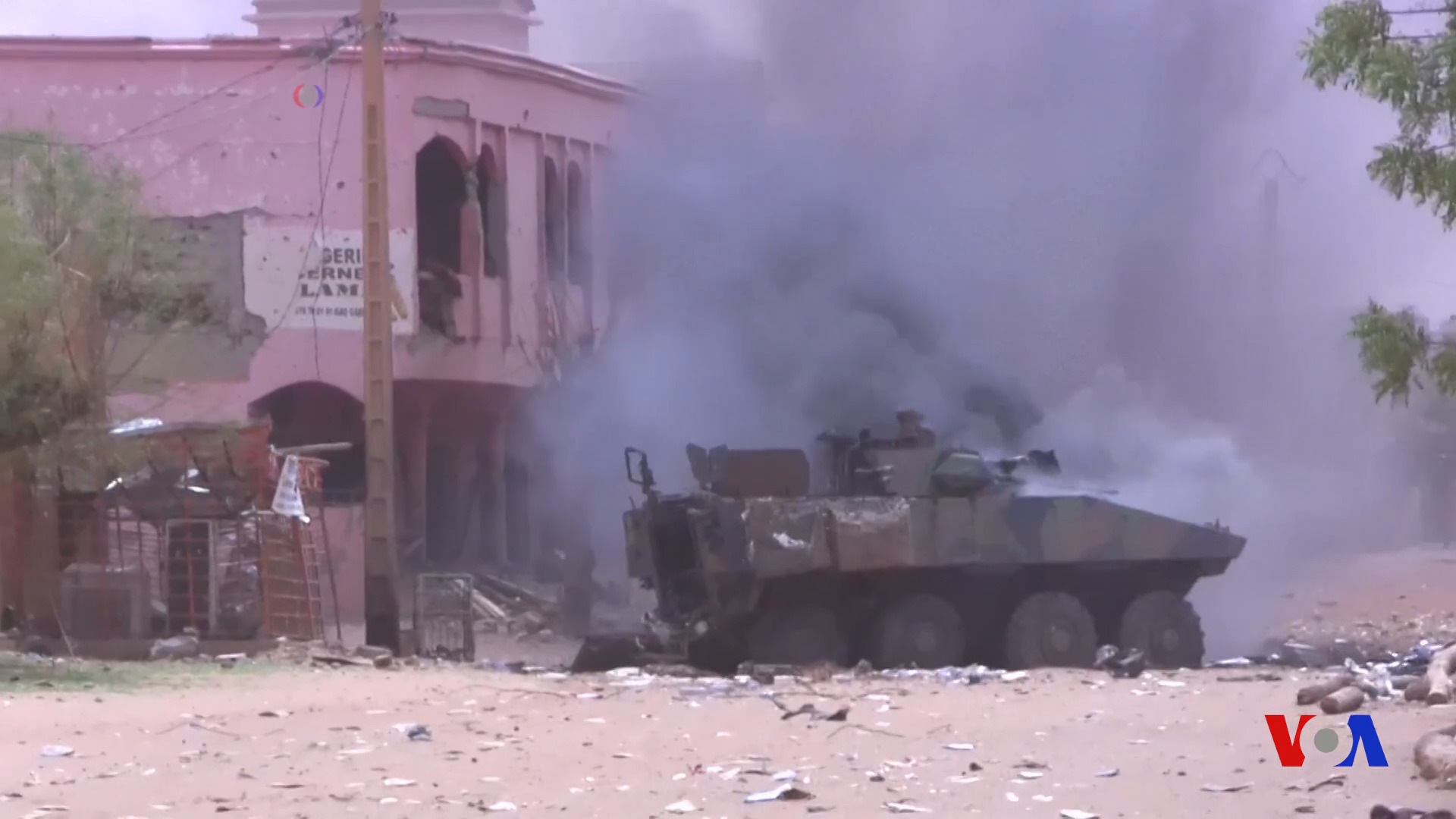
Un veicolo blindato francese gravemente danneggiato dopo un attacco a una pattuglia francese nella città di Gao.

### 2018–2020 Aumento della violenza nel Sahel e rinforzi francesi
Un convoglio dell'esercito francese è stato attaccato l'11 gennaio 2018 da un'autobomba suicida mentre guidava tra le città di Idelimane e Menaka. Tre soldati francesi sono rimasti feriti, di cui uno gravemente, nell'attacco poi rivendicato dallo Stato Islamico nel Grande Sahara. Il 14 febbraio un attacco aereo francese ha ucciso almeno 10 jihadisti al confine tra Algeria e Mali. Due soldati francesi del 1º reggimento Spahi sono stati uccisi e il colonnello in capo è stato ferito il 21 febbraio quando il veicolo blindato su cui viaggiavano ha colpito una mina tra le città di Gao e Menaka.
Il 14 aprile 2018, i militanti del JNIM hanno lanciato un attacco contro una base delle Nazioni Unite a Timbuctù, ferendo diversi soldati francesi prima di essere respinti dalle truppe francesi, maliane e americane. Quattro soldati francesi sono stati gravemente feriti da un attentato suicida con un'autobomba contro una pattuglia congiunta franco-maliana a Gao il 1º luglio 2018. L'attacco uccise anche 4 civili e ne ferì gravemente altri 27.
Il 22 febbraio 2019, le forze francesi sostenute da un drone e da un elicottero hanno attaccato un convoglio JNIM uccidendo 11 militanti, tra cui l'alto leader Yahia Abou el Hamman, nella regione di Timbuctù in Mali.  Il 2 aprile un ordigno esplosivo improvvisato ha colpito un veicolo blindato francese durante un'operazione antiterroristica nella regione di Mopti, uccidendo un soldato francese e ferendone gravemente un altro. Due commando francesi del Commandos Marine sono stati uccisi il 9 maggio nel nord del Burkina Faso durante una missione di salvataggio che ha salvato con successo quattro ostaggi, inclusi due francesi, e una donna americana e sudcoreana, che era stata rapita dagli islamisti.
A metà giugno 2019, un elicottero Gazelle dell'aviazione leggera dell'esercito francese si è schiantato nella regione di confine tra Mali e Niger dopo essere stato colpito dagli insorti. I due piloti e un cecchino delle forze speciali sono stati successivamente soccorsi da un altro elicottero. La base militare francese a Gao è stata assalita da attentatori suicidi il 22 luglio in un attacco che ha ferito 6 soldati estoni e un numero simile di personale francese. Un soldato francese è stato ucciso il 2 novembre 2019 quando il suo veicolo è stato colpito da un ordigno esplosivo improvvisato durante una pattuglia vicino a Menaka, nel Mali orientale. I commando francesi hanno lanciato un'incursione a bordo di un elicottero alla fine del mese in un campo di ribelli nelle regioni orientali del Mali, che ha provocato la morte di cinque ribelli e il grave ferimento di un soldato francese.
Il 25 novembre 2019, 13 soldati francesi sono stati uccisi nel nord del Mali quando due elicotteri francesi si sono scontrati a mezz'aria mentre volavano per rinforzare i soldati impegnati in combattimenti con gli insorti. La perdita di 13 soldati è stata la più grave perdita di vite umane per l'esercito francese dagli attentati alla caserma di Beirut del 1983.
Il 21 dicembre 2019, l'esercito francese ha ucciso 40 militanti in un'operazione nella regione di Mopti in Mali. L'area in cui si è svolta l'operazione era controllata dal Fronte di Liberazione di Macina e ha comportato il primo utilizzo in assoluto da parte della Francia di un attacco di droni che ha ucciso 7 insorti.

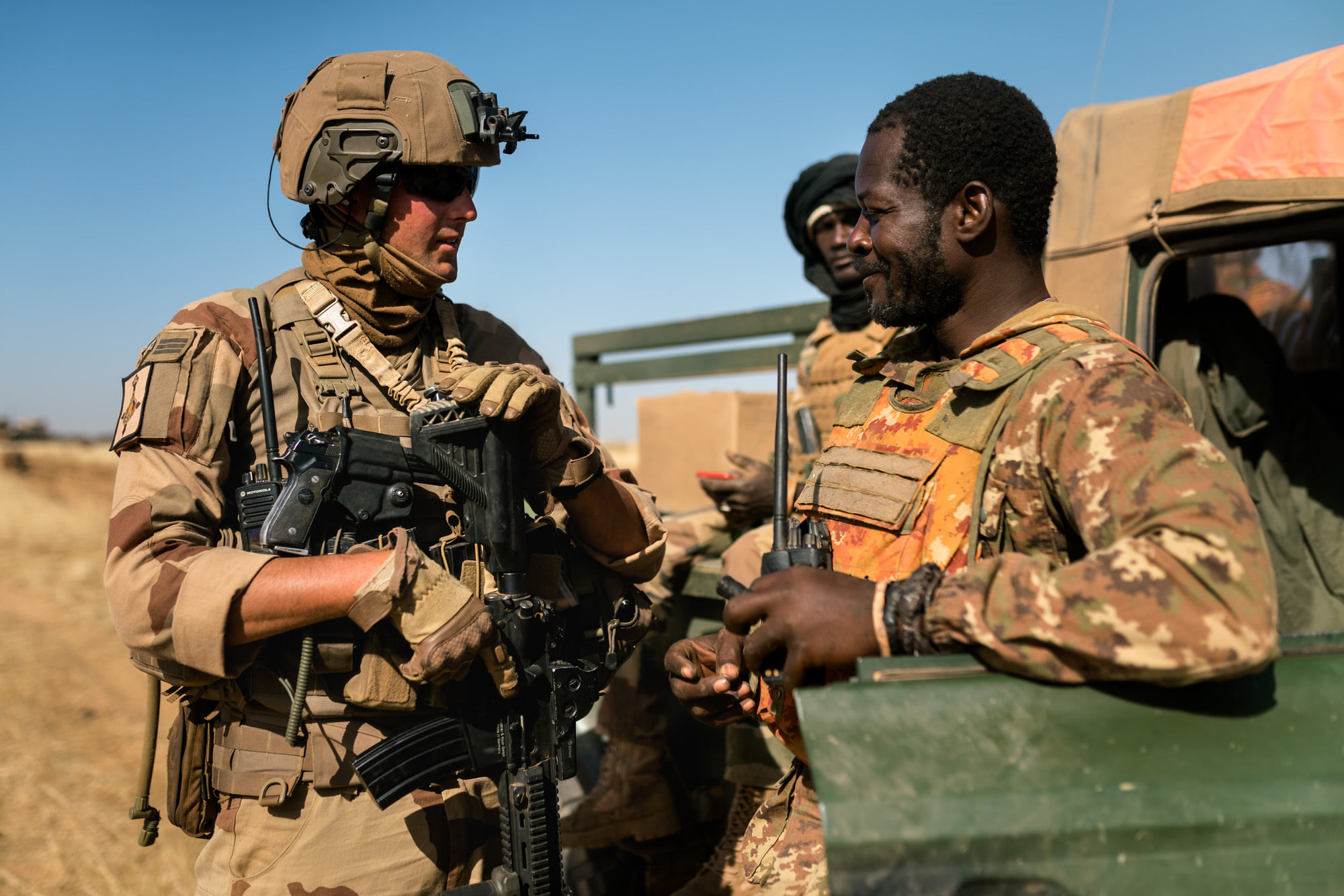
Soldati francesi e maliani, 20 febbraio 2021, durante l'operazione Eclipse.

Il ministro della Difesa francese Florence Parly ha annunciato nel febbraio 2020 che la Francia avrebbe inviato altri 600 soldati nella regione del Sahel, portando la forza dell'operazione Barkhane a 5 100 soldati. Il primo contingente di questi rinforzi era di 200 paracadutisti dell'esercito francese che furono trasportati in Niger e formarono un gruppo di battaglia chiamato Desert Tactical Grouping (GTD) "Altor". Questo gruppo da battaglia ha operato in modo autonomo e senza una base a terra per oltre un mese, ricevendo rifornimenti solo tramite airdrop. GTD Altor ha ucciso oltre una dozzina di ribelli e ha interrotto la loro logistica durante la loro operazione iniziale di un mese.
Due soldati del 1 ° reggimento di cavalleria straniera sono rimasti gravemente feriti quando il loro veicolo ha colpito uno IED durante le operazioni contro gli insorti il 23 aprile 2020; uno dei soldati morì successivamente per le ferite riportate. Il 4 maggio 2020, un secondo soldato è stato ucciso in azione vicino a Gao durante uno scontro a fuoco con una forza di ribelli.
Il 3 giugno, le forze francesi hanno ottenuto uno dei loro più significativi successi dell'operazione Barkhane con l'uccisione di Abdelmalek Droukdel, il leader di Al-Qaida nel Maghreb islamico (AQIM). Fonti dell'intelligence francese e americana avevano identificato la presenza di Droukdel in un gruppo che attraversava il confine algerino-maliano a circa 80 chilometri a est della città di Tessalit. Le forze speciali francesi hanno successivamente condotto un attacco aereo per intercettare il gruppo durante il quale hanno sparato e ucciso Droukdel e un certo numero di altri militanti.
Un soldato francese del 1º reggimento ussari paracadutisti è stato ucciso durante operazioni di combattimento in Mali il 23 luglio 2020 quando uno IED è stato attivato accanto al suo veicolo blindato. Altri due paracadutisti sono stati uccisi il 5 settembre 2020 da uno IED che ha colpito il loro veicolo durante un'operazione nel nord del Mali.
Il 31 ottobre 2020 le forze speciali francesi hanno lanciato un'operazione vicino alla città di Boulikessi vicino al confine tra Mali e Burkina Faso, 50 jihadisti sono stati uccisi e quattro catturati. Il 10 novembre 2020, Ba Ag Moussa, emiro di Jama'at Nasr al-Islam wal Muslimin, insieme ad altri 4 militanti sono stati uccisi in un attacco delle forze speciali francesi. Il 12 novembre 2020, i commando di montagna francesi che operavano sotto Barkhane hanno ucciso 30 jihadisti nel Mali centrale. Il 30 novembre 2020, gli insorti hanno lanciato un attacco coordinato contro tre basi militari francesi separate a Kidal, Menaka e Gao, nel nord del Mali, usando il lancio di razzi, ma le forze francesi non hanno riportato vittime a seguito di attacchi. Un convoglio militare francese composto dal 1º reggimento cacciatori è stato colpito da due esplosioni di IED in rapida successione il 28 dicembre 2020 durante un'operazione nella regione di Hombori, nel Mali centrale, uccidendo tre soldati.

### 2021–2022: ritiro francese
Il 2 gennaio 2021, due soldati francesi del 2º reggimento ussari sono stati uccisi mentre partecipavano a una missione di raccolta di informazioni nel nord-est del Mali. Sei soldati francesi sono rimasti feriti il 10 gennaio quando un kamikaze ha attaccato il loro convoglio durante una pattuglia nella regione centrale vicino a Gourma. Le forze francesi e maliane hanno condotto un'operazione offensiva congiunta denominata Operazione Eclipse dal 2 al 20 gennaio nelle foreste che circondano la città di Boni. Oltre 100 jihadisti sono stati uccisi e 20 catturati dalle forze francesi nel corso dell'operazione Eclipse. Le forze francesi hanno effettuato un controverso attacco aereo nel corso dell'operazione Eclipse, che la gente del posto ha affermato di mirare a una cerimonia di matrimonio nel villaggio di Bounti, nella regione di Mopti, il 3 gennaio. L'esercito francese ha negato queste affermazioni e ha affermato che l'attacco aveva preso di mira con successo un gruppo di combattenti jihadisti. La Francia ha annunciato di aver sospeso le operazioni militari congiunte con il Mali il 3 giugno, in risposta al colpo di Stato dell'esercito maliano, che ha portato alla deposizione del presidente ad interim Bah Ndaw e del primo ministro Moctar Ouane a maggio.
Il 10 giugno il presidente della Francia Emmanuel Macron annunciò che l'operazione sarebbe presto giunta al termine e sarebbe stata invece sostituita da una missione che coinvolgesse forze di più paesi. Ha anche aggiunto che le forze francesi si ritireranno gradualmente, ma alcune rimarranno come parte di un'altra missione internazionale, per la quale la Francia convincerebbe altri paesi ad aderire. Quanto al motivo del ritiro, ha affermato che la Francia non poteva continuare a collaborare con i governi nazionali nella regione del Sahel, poiché stavano negoziando con i terroristi. Il 2 luglio, la Francia ha annunciato che avrebbe ripreso le sue operazioni militari congiunte sospese con il Mali, a seguito di discussioni con il governo ad interim del Paese. Il 9 luglio, Macron ha dichiarato che la Francia ritirerà tra i 2 500 e 3 000 soldati dal Sahel, mantenendo altre truppe per contrastare le operazioni dei militanti e sostenere le forze regionali. Il 13 luglio ha annunciato che Barkhane sarebbe terminato nel primo trimestre del 2022. Macron il 15 settembre ha annunciato che le forze di Barkhane avevano ucciso Adnan Abu Walid al-Sahrawi, il leader dello Stato islamico nel Grande Sahara. L'assassinio è stato condotto il 17 agosto utilizzando un drone nella foresta di Dangalous del Mali vicino al confine con il Niger, secondo il capo di stato maggiore della difesa Thierry Burkhard, dopo aver raccolto informazioni sui luoghi in cui è probabile che al-Sahrawi si nascondesse dall'IS- catturato membri GS. Burkhard ha aggiunto che al-Sahrawi stava viaggiando su una motocicletta con un'altra persona quando è stato ucciso. Un'unità composta da 20 soldati delle forze speciali dell'esercito francese è stata quindi inviata per confermare l'identità delle persone uccise e ha scoperto che l'attacco aveva ucciso dieci membri dell'IS-GS.
Il 24 settembre 2021 un soldato francese è stato ucciso in uno scontro armato con gli insorti in Mali, vicino al confine con il Burkina Faso. Nel 2021, l'operazione Barkhane costava circa 1 miliardo di euro all'anno.
Dal 2021 anche gli italiani hanno preso parte all'operazione Takuda in Mali, che nel gennaio 2022 schieravano circa 200 militari italiani, restando nel paese fino al luglio dello stesso anno.
L'11 febbraio 2022, l'esercito francese ha annunciato di aver ucciso 40 militanti in attacchi aerei su una colonna nell'area del Parco Nazionale W in collaborazione con le forze del Burkinabé il giorno precedente. I militanti avevano compiuto due attacchi armati in Benin l'8 e il 9 febbraio, uccidendo nove persone. La Francia, insieme ai suoi alleati europei, ha annunciato l'inizio del ritiro delle truppe dal Mali il 17 febbraio, accusando la giunta militare del Mali di ostacoli nello svolgimento delle loro operazioni militari. La Francia ha dichiarato che il ritiro era destinato ai suoi soldati che facevano parte sia dell'operazione Barkhane che della Task Force Takuba.  Macron dichiarò che la base dell'operazione si sarebbe spostata dal Mali al Niger. La Francia iniziò a ridistribuire le sue forze in altri paesi del Sahel come il Ciad.
L'esercito francese ha dichiarato il 7 marzo 2022 che le sue forze avevano ucciso il comandante di al-Qieda Yahia Djouadi, alias "Abu Ammar al-Jazairi", durante la notte tra il 25 e il 26 febbraio. Djouadi era un ex emiro del gruppo in Libia prima di fuggire in Mali nel 2019. Ha aiutato a organizzare il gruppo, oltre a gestirne le forniture, la logistica e le finanze nella regione di Timbuctù.
Il 18 marzo il governo militare del Mali ha chiesto alla Francia di ritirare le sue truppe. Il presidente Macron ha tuttavia risposto che circa 5 000 soldati francesi lasceranno il Mali in "modo ordinato" nei prossimi quattro o sei mesi, al fine di fornire protezione alla Missione di stabilizzazione integrata multidimensionale delle Nazioni Unite in Mali (MINUSMA) e alle forze di altre nazioni di stanza in Mali. La Francia ha annunciato il 15 giugno di aver catturato Oumeya Ould Albakaye, un alto leader dell'ISGS in Mali durante la notte tra l'11 e il 12 giugno. Il giorno successivo, ha affermato che quasi 40 militanti sono stati uccisi in attacchi di droni su una colonna di motocicli vicino al confine del Niger con il Burkina Faso il 14 giugno.
Le forze francesi hanno completato il 15 agosto 2022 il ritiro completo di Barkhane e Takuba dal Mali, ma l'esercito francese ha dichiarato che 3 000 soldati rimarranno nella regione del Sahel, in una nuova configurazione.